# Dietmar Linders
Dietmar Linders (* 20. November 1940) ist ein ehemaliger deutscher Fußballspieler.

## Karriere
Ab dem 13. Lebensjahr spielte Linders in Krefeld bei SuS 08 und wechselte 1961 zum Rheydter SV. Bereits nach einem Jahr ging er zurück zu Spiel-Sport nach Krefeld, wo er bis 1965 im Tor stand, um in der folgenden Saison seine Torwarthandschuhe bei Bayer 05 Uerdingen in der Verbandsliga Niederrhein anzuziehen. Mit den Uerdingern gelang es ihm in der Saison 1966/67 nach dem Erreichen der Vizemeisterschaft ins Halbfinale um die Deutsche Amateurmeisterschaft einzuziehen, wo er seinen künftigen Verein, den MSV Duisburg, in den zwei Spielen gegen die Amateure des 1. FC Köln (2:0/2:1) auf sich aufmerksam machte.
Dietmar Linders erhielt seinen ersten Profivertrag 1967 beim MSV. Den Duisburger Zebras blieb er bis 1976 treu. In den ersten beiden Jahren war er der Ersatztorhüter für Manfred Manglitz. Unter Trainer Gyula Lóránt debütierte er am 6. April 1968 bei einem 7:0-Heimerfolg gegen den 1. FC Kaiserslautern in der Bundesliga; er wurde in der 52. Minute für Manglitz eingewechselt. Erst nach dessen Weggang zum 1. FC Köln wurde Dietmar Linders in der Saison 1969/70 die Nummer eins und stand in allen Spielen dieser Saison zwischen den Pfosten. Zu Rundenbeginn hatte der MSV mit Pavel Marecek eine neue Nummer eins verpflichtet, der sich aber in der Vorbereitungsperiode verletzte und lediglich zu einem Halbzeiteinsatz in dieser Runde kam. Nachdem die Duisburger eine Saison später Volker Danner von Borussia Mönchengladbach holten, wurde Linders wieder auf die Ersatzbank verbannt. Erst 1972 konnte er Danner als Nummer eins verdrängen. Sein größter Erfolg war dann auch die Teilnahme am Finale des DFB-Pokals 1975, das er mit seinen Mannschaftskameraden mit 0:1 gegen Eintracht Frankfurt verlor.
Während der laufenden Runde 1975/76 kam Gerhard Heinze vom VfB Stuttgart zum kriselnden MSV und Linders fand sich unter Trainer Willibert Kremer größtenteils auf der Ersatzbank wieder. Sein letztes Bundesligaspiel absolvierte er am 7. Februar 1976 bei einer 1:2-Auswärtsniederlage auf dem Bieberer Berg gegen Kickers Offenbach. 1976 verließ er dann den MSV und ging in die 2. Fußball-Bundesliga Nord zu Preußen Münster. Er ersetzte in Münster den verletzten Gerhard Welz und erlebte seinen "dritten Frühling". Zweimal verpasste er nur knapp in den Jahren 1978 und 1979 mit den Preußen unter Trainer Werner Biskup durch dritte Tabellenränge den Aufstieg in die Bundesliga. In beiden Runden verpasste Linders keines der 76 Zweitligaspiele. 1980 beendete Linders im Trikot von Preußen Münster seine Karriere.
Insgesamt bestritt Linders 161 Bundesliga-Spiele für den MSV Duisburg, zudem 125 Spiele in der 2. Bundesliga für Preußen Münster.
Linders absolvierte von 1974 bis 1976 im Trikot des MSV Duisburg 34 Bundesligaspiele, ohne nur einmal zu null gespielt zu haben. Damit hielt er bis zum 17. Februar 2024 einen Bundesligarekord. Dann überflügelte ihn der Torwart Finn Dahmen.
Nach seinem Karriereende war Linders Torwarttrainer der A- und B-Jugend bei Bayer Uerdingen (wo er unter anderem Simon Jentzsch und Holger Schonz betreute) und war in dieser Funktion zuletzt bei Union Krefeld aktiv.